# Drifters
Drifters var ett dansband från Lidköping, bildat 1962. 
Vid Svenska dansbandsveckan i Malung 2004 tilldelades Drifters Guldklaven som Årets dansband. Drifters fick 50 % av rösterna, medan tvåan Lasse Stefanz och trean Black Jack fick 35 % respektive 15 % av rösterna. Bandet spelade också in "När du var här", ledmotivet till serien Möbelhandlarens dotter som visades i Sveriges Television 2006, en melodi för vilken Drifters fick Guldklaven för "Årets låt". Drifters har också nominerats till Grammis för 2007 i kategorin "Årets dansband/schlager". 
Under 2000-talets första decennium turnerade man även i Tyskland .
2010 gjorde gruppen även en cover på det nederländska Eurovisions-bidraget "Sha La Lie".
2020 berättade bandet att de väljer att lägga ner.

## Medlemmar sedan starten
| Sång                                          | År        | Bi-instrument                    |
| --------------------------------------------- | --------- | -------------------------------- |
| Bosse Fransson                                | 1962–1968 | Gitarr, orgel                    |
| Johnny Wendelnäs                              | 1973–1979 | Gitarr                           |
| Ann-Charlotte Berndtsson                      | 1989–1989 |                                  |
| Marie Arturén                                 | 1989–1996 |                                  |
| Ann-Charlotte Andersson (gift Strandell 2003) | 1996–1999 |                                  |
| Erica Sjöström                                | 1999–2020 | Saxofon, dragspel, flöjt         |
| Gitarr                                        |           |                                  |
| Bengt Sköld                                   | 1962–1964 |                                  |
| Arne Johansson                                | 1964–1969 |                                  |
| Kenneth Holmström                             | 1964–1980 | Saxofon, sång                    |
| Bengt Dahlgren                                | 1980–1985 | Sång                             |
| Conny Johansson                               | 1985–1988 | Saxofon, sång                    |
| Per-Arne Thigerberg                           | 1988–1996 | Dragspel, sång Keybords, trummor |
| Ronny Nilsson                                 | 1996–2020 | Saxofon, sång                    |
| Bas                                           |           |                                  |
| Stig Lindblad                                 | 1962–1964 |                                  |
| Lennart Kullberg                              | 1964–1968 |                                  |
| Leif Svensson                                 | 1968–2004 | Sång                             |
| Kent Liljefjäll                               | 2004–2009 | Sång                             |
| Henrik "Turbo" Wallrin                        | 2009–2012 |                                  |
| Morgan Korsmoe                                | 2012      |                                  |
| Anton Johnsson                                | 2012–2017 |                                  |
| Mats Elfqvist                                 | 2017–2020 | Sång                             |
| Saxofon                                       |           |                                  |
| Thord Elfström                                | 1968–1972 |                                  |
| Zdenek Voborny                                | 1980–1982 | Flöjt, piano                     |
| Peter Lindvall                                | 1980–1982 | Keyboards                        |
| Orgel/Keyboards                               |           |                                  |
| Bosse Fransson                                | 1964–1968 | Gitarr, sång                     |
| Lennart Kullberg                              | 1968–1969 |                                  |
| Lennart Green                                 | 1969–1980 | Sång                             |
| Peter Bergqvist                               | 1980–1982 | Sång                             |
| Stellan Hedevik                               | 1982–2020 |                                  |
| Trummor                                       |           |                                  |
| Lennart Sköld                                 | 1962–1964 |                                  |
| Roland Eriksson                               | 1964–1972 |                                  |
| Bosse Jansson                                 | 1972–1980 |                                  |
| Mikael Blomqvist                              | 1980–1982 |                                  |
| Hans Jerner                                   | 1982–1985 |                                  |
| Robert Muhrer                                 | 1985–2005 | Saxofon                          |
| Mattias Berghorn                              | 2005–2011 |                                  |
| Tim Nilsson                                   | 2011–2015 |                                  |
| Robert ”Robban” Olsson                        | 2015–2020 |                                  |

## Diskografi
Album
- 1973 – Kom loss!
- 1974 – I kväll
- 1975 – Ett äventyr
- 1977 – Dansa, disco, rock
- 1984 – Tjejer
- 1987 – Kom igen
- 1989 – Drifters med dansmusiken-89 (25-årsjubileum)
- 1993 – Nästa gång det blir sommar
- 1995 – Det finns en
- 1997 – Det brinner en låga
- 2000 – På begäran
- 2001 – Om du vill ha mig
- 2003 – Träum dich zu mir
- 2004 – Det har jag ångrat tusenfalt
- 2006 – Kärlek är inget spel
- 2007 – Ett liv med dig
- 2007 – Midsommar: Ein Lied für die Liebe
- 2008 – Tycker om dig
- 2009 – Ljudet av ditt hjärta
- 2010 – 20 Sånger
- 2010 – Stanna hos mig
- 2011 – Hoppas på det bästa
- 2012 – Bästa! 1997-2006
- 2013 – Jukebox
- 2014 – Blå blå känslor
- 2015 – Vår egen väg

## Melodier på Svensktoppen
- "Flyga över himmelen blå" – 1993 (med Marie Arturén)
- "Nästa gång det blir sommar" – 1993 (med Marie Arturén)
- "Kommer tid kommer råd" – 1994 (med Marie Arturén)
- "Lycka till" – 1994 (med Marie Arturén)
- "Än kan jag känna det där" – 1994 (med Marie Arturén)
- "Det finns en" – 1995 (med Marie Arturén)
- "Ännu en gång" – 1996 (med Marie Arturén)
- "Du ger kärleken ett namn" – 1997 (med Ann-Charlotte)
- "Det brinner en låga" – 1997 ( med Ann-Charlotte)
- "Kärlek och gemenskap" – 1999
- "Kärleken rår ingen på" – 2000 (med Erica Sjöström)
- "Kom hem och sov i min säng" – 2000 ( med Erica Sjöström )
- "Om du vill ha mig" – 2001 ( med Erica Sjöström )

### Missade listan
- "Jag säger som det är" – 1998
- "En på miljonen" – 2002 (testades 16 mars 2002 [5], men missade listan) [6].
- "Stanna hos mig" – 2011
- "Kom tillbaks" – 2011
- "Livet kommer inte i repris" – 2013
- "Vår egen väg" – 2016

### Fotnoter
1. ↑  ”Dansbandsbloggen”. 10 januari 2008. Arkiverad från originalet den 18 augusti 2010. https://web.archive.org/web/20100818023646/http://www.dansbandsbloggen.se/2008/01/bao-tog-dansbandsgrammisen-som-vntat.html. Läst 19 april 2011.
2. ↑  Kjelles Dansotek 9 april 2008 - Det händer och har hänt mycket inom branschen Arkiverad 5 mars 2016 hämtat från the Wayback Machine.
3. ↑  ”Poplight 18 augusti 2010 - Lyssna på svenska covern av nederländska Sha La Lie”. Arkiverad från originalet den 25 maj 2012. https://archive.is/20120525105923/http://poplight.zitiz.se/artikel/lyssna-pa-svenska-covern-av-nederlaendska-sha-la-lie. Läst 25 maj 2012.
4. ↑  Natalie Demirian (29 mars 2020). ”Klassiska dansbandet Drifters lägger ner – på grund av corona”. Aftonbladet. https://www.aftonbladet.se/nojesbladet/a/Op9bGA/klassiska-dansbandet-drifters-lagger-ner--pa-grund-av-corona. Läst 29 juni 2020.
5. ↑  Svensktoppen - 16 mars 2002
6. ↑  Svensktoppen - 23 mars 2002